# Starcie pod Kiściennem
Starcie pod Kiściennem – potyczka między żołnierzami Grupy AK „Kampinos” a kombinowanym oddziałem niemieckim w sile kompanii, stoczona 29 sierpnia 1944 w pobliżu wsi Kiścinne w Puszczy Kampinoskiej. Polacy niemal całkowicie zniszczyli niemiecki oddział przy minimalnych stratach własnych. Starcie pod Kiściennem było jednym z największych zwycięstw Grupy „Kampinos”.

## Preludium
Po wybuchu powstania warszawskiego działania zbrojne objęły również Puszczę Kampinoską, gdzie do walki przystąpiły oddziały VIII Rejonu „Łęgów” Obwodu VII „Obroża” Okręgu Warszawskiego AK. Rejonem tym dowodził kpt. Józef Krzyczkowski ps. „Szymon”. W przeddzień powstania podległe mu struktury AK mogły wystawić dwa bataliony piechoty o sile pięciu kompanii pierwszej linii, przy czym zaledwie ok. 350–400 żołnierzy było uzbrojonych. Szczęśliwie dla strony polskiej układ sił w Puszczy Kampinoskiej uległ jednak diametralnej zmianie pod koniec lipca 1944, gdy w Dziekanowie Polskim stanęło Zgrupowanie Stołpecko-Nalibockie AK przybyłe z Puszczy Nalibockiej na Kresach Wschodnich. Liczyło ono 861 dobrze uzbrojonych żołnierzy, a na jego czele stał por. Adolf Pilch ps. „Góra”/„Dolina” – „cichociemny”, doświadczony partyzant prowadzący od jesieni 1943 walkę z Niemcami i partyzantką sowiecką. Po wybuchu powstania w Puszczy Kampinoskiej pojawiły się jeszcze niewielkie oddziały AK z różnych dzielnic Warszawy, które opuściły miasto po niepowodzeniu pierwszych polskich natarć w godzinie „W”. Stopniowo docierały tam również oddziały z innych rejonów i obwodów Okręgu Warszawskiego AK, a także z sąsiedniego Podokręgu Zachodniego Obszaru Warszawskiego AK.
Na bazie napływających wciąż do puszczy oddziałów utworzono w połowie sierpnia 1944 partyzanckie zgrupowanie o nazwie Grupa „Kampinos”. W szczytowym momencie liczyło ono około 2700 żołnierzy i 700 koni. Pod koniec sierpnia Grupa „Kampinos” kontrolowała już niepodzielnie centralny i wschodni obszar Puszczy Kampinoskiej, obejmujący wsie: Ławy, Łubiec, Roztoka, Kiścinne, Krogulec, Wędziszew, Brzozówka, Truskawka, Janówek, Pociecha, Zaborów Leśny i Wiersze (w tej ostatniej ulokowała się kwatera główna zgrupowania). Polskie patrole były także w stanie penetrować liczne sąsiednie miejscowości, nieobsadzone dotychczas przez nieprzyjaciela. Obszar opanowany przez żołnierzy AK nazywany był „Niepodległą Rzecząpospolitą Kampinoską”.
Pod koniec sierpnia Niemcy zintensyfikowali wysiłki mające na celu odcięcie Warszawy od Puszczy Kampinoskiej. 27 sierpnia 1944 okolice Truskawia i Sierakowa obsadziły pododdziały kolaboracyjnej Brygady Szturmowej SS RONA, liczące blisko 1500 żołnierzy. Już następnego dnia ronowcy rozpoczęli ataki na polską placówkę we wsi Pociecha. Przerodziły się one wkrótce w sześciodniową walkę pozycyjną – będącą w ocenie Mariana Podgórecznego najdłuższą bitwą partyzancką stoczoną na ziemiach polskich w okresie niemieckiej okupacji. W tym samym czasie także na innych odcinkach Niemcy i ich kolaboranci usiłowali wedrzeć się w głąb puszczy.

## Przebieg starcia
Rankiem 29 sierpnia polska placówka ulokowana przy drodze z Łubca do Roztoki zaobserwowała, iż od strony Leszna maszeruje w głąb puszczy niemiecki oddział, którego liczebność szacowano na około 180 żołnierzy. Dowodzący placówką plut. Marian Kajszczak ps. „Kuleczka” natychmiast zaalarmował dowództwo o zbliżaniu się nieprzyjaciela. Wysłany z meldunkiem łącznik wybrał jednak okrężną drogę, aby uniknąć schwytania przez Niemców. W rezultacie dotarł do kwater polskiej kawalerii w Kiściennem w momencie, gdy nieprzyjacielski oddział wyszedł już z lasu koło Roztoki i rozwinął tyralierę.
W tym czasie w Kiściennem stacjonował 3 szwadron I Dywizjonu 27 Pułku Ułanów AK dowodzony przez wachm. Narcyza Kulikowskiego ps. „Narcyz”. Polscy żołnierze byli zaskoczeni pojawieniem się Niemców, niemniej po ogłoszeniu alarmu szybko osiągnęli gotowość bojową. Koniowodni odprowadzili konie do niewielkiego lasku za wioską, natomiast reszta spieszonego szwadronu rozwinęła się w tyralierę i wyruszyła na spotkanie przeciwnika. W kierunku pola bitwy zaczęły także zmierzać inne kwaterujące w okolicy polskie pododdziały, łącznie z sanitariuszami i personelem sztabu Pułku „Palmiry-Młociny”. Komendę nad całością sił objął dowódca I Dywizjonu 27 Pułku Ułanów AK, rtm. Zdzisław Nurkiewicz ps. „Nieczaj”.
Ułani „Narcyza” dopuścili nieświadomych zagrożenia Niemców na odległość około 200 metrów, po czym przygwoździli ich do ziemi gwałtownym ogniem broni maszynowej. Nie chcąc pozwolić przeciwnikowi ochłonąć, a zarazem dążąc do uniknięcia przewlekłej walki ogniowej, „Narcyz” zarządził frontalny atak. Ułani z okrzykiem „hurra!” ruszyli do natarcia, obrzucając Niemców granatami oraz zasypując ogniem karabinów i pistoletów maszynowych. Żołnierze walczyli na najbliższe odległości, dochodziło do walk wręcz. Mimo wysiłków niemieckiego dowódcy w szeregi nieprzyjacielskiego oddziału wkradło się wkrótce zamieszanie.
W międzyczasie ułani z 4 szwadronu obeszli Niemców z prawej flanki i zajęli stanowiska na skraju lasu koło Roztoki. Polscy żołnierze pojawili się także na lewym skrzydle nieprzyjaciela. Groźba okrążenia wywołała panikę w niemieckim oddziale. Większość żołnierzy – porzucając broń, plecaki i hełmy – rzuciła się do ucieczki w kierunku Leszna. Na polu walki pozostały zwłoki blisko 100 zabitych Niemców. Kolejnych czterdziestu zabili podczas pościgu ułani oraz miejscowi chłopi.

## Bilans
Starcie pod Kiściennem było jednym z największych zwycięstw Grupy „Kampinos”. Niemcy utracili w tej walce około 140 zabitych i 10 jeńców. Polscy żołnierze zdobyli 4 rkm, 20 pistoletów maszynowych, kilkadziesiąt karabinów, amunicję i granaty, a także dwa wozy taborowe z końmi.
Polskie straty okazały się bardzo niewielkie. Józef Krzyczkowski i Jerzy Koszada podawali, iż ograniczyły się one do jednego zabitego i jednego rannego. Z kolei Marian Podgóreczny twierdził, że w starciu pod Kiściennem nie zginął żaden ułan, lecz jedynie dwóch odniosło rany.
Przesłuchiwani jeńcy zeznali, iż rozbity oddział był utworzoną ad hoc jednostką, w której skład wcielono esesmanów, żandarmów oraz żołnierzy Wehrmachtu przebywających akurat w Lesznie. Oddziałem dowodził oficer SS w stopniu Hauptsturmführera, który w czasie walki dostał się do niewoli. Znaleziono przy nim mapę z dokładną lokalizacją partyzanckich radiostacji. SS-Hauptsturmführer został rozstrzelany jeszcze tego samego dnia.